# Algo natural
Algo natural es el octavo álbum de estudio de la cantante de pop/rock mexicana, Alejandra Guzmán. El disco fue grabado durante el verano de 1999 y publicado en el mismo año en México, el 30 de agosto, y posteriormente en Estados Unidos, el 14 de septiembre. De este material se desprendieron tres sencillos: Algo natural, Enemigos y Si no te has ido, vete. El primer sencillo homónimo alcanzó los primeros lugares de popularidad en varias ciudades de México y Estados Unidos, además de un gran éxito en Puerto Rico durante su gira de promoción. Este disco contiene catorce temas inéditos que presentan distintas fusiones de ritmos. Afortunadamente la falta de promoción por parte de la disquera demostró que Alejandra Guzmán vende por sí misma logrando certificación Disco de Oro y su primera nominación al Grammy Latino en 2000 por Mejor Interpretación Vocal Femenina.

## Lista de canciones
| Algo natural |                            |                                |          |  |
| N.º          | Título                     | Escritor(es)                   | Duración |  |
| 1.           | «Enemigos»                 | Sandra Baylac                  | 4:11     |  |
| 2.           | «Grita»                    | Pachi López/Reyli Barba        | 3:21     |  |
| 3.           | «Si no te has ido, vete»   | Reyli Barba                    | 3:05     |  |
| 4.           | «Algo natural»             | Jorge Villamisar               | 3:57     |  |
| 5.           | «Volaré»                   | Alejandra Guzmán/Didi Gutman   | 3:31     |  |
| 6.           | «Vuelvo a besar»           | V. Gandini                     | 3:43     |  |
| 7.           | «Bye, bye love»            | Freddy Comitte/Jorge Montesano | 3:25     |  |
| 8.           | «Paloma herida»            | Juan Carlos Calderón           | 4:22     |  |
| 9.           | «Me perdí en tu cuerpo»    | Juan Carlos Calderón           | 4:37     |  |
| 10.          | «Mátame»                   | Juan Carlos Calderón           | 3:44     |  |
| 11.          | «Qué más da»               | Juan Carlos Calderón           | 2:59     |  |
| 12.          | «Había olvidado»           | Juan Carlos Calderón           | 3:05     |  |
| 13.          | «Haz la guerra y el amor»  | Juan Carlos Calderón           | 2:53     |  |
| 14.          | «Por qué tengo que amarte» | Juan Carlos Calderón           | 3:14     |  |
| 50:07        |                            |                                |          |  |

## Sencillos
- «Algo natural»
- «Enemigos»
- «Si no te has ido, vete»